# Cyanauges valdiviana
Cyanauges valdiviana är en tvåvingeart som först beskrevs av Camillo Rondani 1863.  Cyanauges valdiviana ingår i släktet Cyanauges och familjen vapenflugor. Inga underarter finns listade i Catalogue of Life.